# Maria Szymanowicz
Maria Szymanowicz (ur. 31 lipca 1955 w Radomiu, zm. 3 grudnia 2024 tamże) – polska muzykolog, dr hab. nauk humanistycznych, profesor nadzwyczajny i dyrektor Instytutu Muzykologii Wydziału Teologii Katolickiego Uniwersytetu Lubelskiego Jana Pawła II.

## Życiorys
W latach 1979–1981 była organistką w kościele akademickim KUL, a następnie w parafii św. Józefa w Radomiu. W 1981 ukończyła z wyróżnieniem studia magisterskie w Instytucie Muzykologii Kościelnej KUL, zaś od 1982 pracowała w Katedrze Instrumentologii tego instytutu. Ponadto w latach 1991–2007 była zatrudniona na stanowisku wykładowcy w Studium Organistowskim w Radomiu.
W 1991 obroniła pracę doktorską pt. Organy w kościołach dekanatu jedlińskiego i dekanatów radomskich (Studium historyczno–instrumentoznawcze), uzyskując doktorat, a 22 maja 2007 habilitowała się na podstawie oceny dorobku naukowego i pracy pt. Organy w kościołach diecezji radomskiej. Historia i stan obecny.
W 2007 została powołana na stanowisko profesora KUL. Od 1 października tegoż roku pełniła funkcję Kierownika Katedry Instrumentologii w Instytucie Nauk o Sztuce KUL, natomiast w latach 2014–2018 sprawowała funkcję dyrektora Instytutu Muzykologii na Wydziale Teologii Katolickiego Uniwersytetu Lubelskiego Jana Pawła II.
21 grudnia 2021 została odznaczona Brązowym Krzyżem Zasługi za zasługi w działalności na rzecz rozwoju nauki.

## Wybrane publikacje
- 2006: Organy w kościołach diecezji radomskiej. Historia i stan obecny[1]
- 2009: Organy w kościołach dekanatu parczewskiego w XVIII w. (na podstawie akt wizytacyjnych)[1]
- 2011: Polska bibliografia organów” Tom I
- 2014: Polska bibliografia organów Tom II
- 2018: Polska bibliografia organów Tom III
- 2020: Polska bibliografia organów Tom IV
- 2023: Polska bibliografia organów Tom V[10]